# John Hewlett
Pour les articles homonymes, voir Hewlett.
John Hewlett (1762–13 avril 1844) est un érudit biblique de premier plan dans l'Angleterre du XIXe siècle.

## Biographie
Hewlett est né à Chetnole, Dorset de Timothy Hewlett. Au début de la vingtaine, il fonde une école à Shacklewell, Hackney. Au cours de cette période, il fait la connaissance de la jeune Mary Wollstonecraft, qui dirige alors sa propre école à proximité de Newington Green. Hewlett la persuade d'écrire son premier livre, Réflexions sur l'éducation des filles, et vend le manuscrit encore non écrit à l'éditeur radical Joseph Johnson. Il la présente au grand lexicographe Samuel Johnson .
En 1786, il est admis comme sizar au Magdalene College de Cambridge. La base de données des anciens élèves de Cambridge le répertorie comme "un homme de dix ans", ce que l'université définit comme suit : "En vertu des statuts de 1570, il était possible pour un homme de plus de vingt-quatre ans de passer au diplôme de BD dix ans après son immatriculation sans passer d'abord par les diplômes de BA et MA. Le privilège n'a pas été beaucoup utilisé jusqu'à peu de temps avant son abolition au milieu du XIXe siècle, lorsqu'il a dégénéré en un système par lequel un homme pouvait accéder au BD sans aucun test formel de sa capacité."  En 1796, il obtient le baccalauréat en théologie.
Vers 1802, il vend l'école et accepte le poste de prédicateur du matin au Foundling Hospital de Londres. Il est nommé recteur de Hilgay, Downham, Norfolk en 1819 et est professeur de belles-lettres (littérature) à la Royal Institution. Il est enterré dans les catacombes de la chapelle des enfants trouvés.
Hewlett publie sur plusieurs sujets. Sa justification de la chronique parienne (1789) traite de l'un des marbres d'Arundel, dont certains se trouvent maintenant au musée Ashmolean. La Chronique de Paros est une chronologie grecque, couvrant les années de 1582 av. J.-C. à 299 av. J.-C., inscrite sur une stèle. Il traduit Elements of Algebra de Leonhard Euler, l'un des premiers manuels à présenter l'algèbre d'une manière que nous reconnaîtrions aujourd'hui.
Après la mort de George Gregory, Hewlett continue à publier en série une Bible nouvellement éditée. Il publie de nombreux livres de sermons et de théologie ainsi qu'une Introduction à la lecture et à l'orthographe (1816). Son œuvre la plus importante, cependant, est son édition de la Bible (1812), qui comprend cinq volumes de commentaires (1816) .

## Œuvres
- Sermons sur différents sujets, 1786 ; 6e édition, 1816.
- Une justification de l'authenticité de la Chronique de Parian, en réponse à une dissertation sur ce sujet, 1789.
- Réponse à quelques restrictions sur l'authenticité de la Chronique de Paros, 1789.
- La Sainte Bible, contenant l'Ancien et le Nouveau Testament et les apocryphes, avec des notes critiques, philologiques et explicatives, 1812 (3 vol. )
- Manuel d'instruction et de dévotion sur le sacrement de la Cène du Seigneur, 1815 ; 6e édition, 1835.
- Introduction à la lecture et à l'orthographe, 1816.
- Commentaires et annotations sur les Saintes Ecritures, 1816 (5 vol. )
- Éléments d'algèbre . Par L.Euler. Revu et corrigé, 1822[3].